# Auto-oxydation
L'auto-oxydation, autooxydation ou autoxydation est une oxydation qui s'effectue en présence d'oxygène atmosphérique à température basse.
La prévention de l'autoxydation est importante dans l'industrie alimentaire et des boissons. Elle est réalisée à la fois par des conservateurs chimiques et par une gamme de techniques de conservation des aliments telles que la mise en conserve. Les graisses, en particulier les graisses polyinsaturées, deviennent rances, même lorsqu'elles sont conservées à basse température, cependant de nombreux autres aliments sont susceptibles de s'autoxyder. Le mélange complexe de composés que l'on trouve dans le vin, notamment les polyphénols, les polysaccharides et les protéines, peut subir une autoxydation pendant le processus de vieillissement, ce qui entraîne des défauts du vin. Le brunissement de nombreux aliments, tels que les pommes pelées, peut être considéré comme un processus d'autoxydation, bien qu'il s'agisse généralement d'un processus enzymatique tel que la peroxydation des lipides.

## Utilisation des Antioxydants Naturels dans la Prévention de l'Auto-oxydation
Avec la montée des préoccupations environnementales et sanitaires, l'utilisation des antioxydants naturels gagne en popularité dans la prévention de l'auto-oxydation. Contrairement aux conservateurs chimiques, ces antioxydants, extraits de sources végétales, offrent une alternative plus sûre et écologique.
Des études récentes ont mis en évidence l'efficacité de divers composés naturels, tels que la vitamine E, les polyphénols et les flavonoïdes, dans la protection contre l'oxydation des lipides et des autres composants sensibles à l'oxygène. Ces composés sont extraits de diverses sources, notamment des fruits, des légumes, des herbes et des épices, et sont utilisés dans de nombreux secteurs, allant de l'industrie alimentaire à la cosmétique. Leur utilisation croissante reflète une tendance vers des méthodes de conservation plus durables et respectueuses de l'environnement.